# پیاتیلتکا (باشقیرستان)
پیاتیلتکا (انگلیسی: Pyatiletka, Nadezhdinsky Selsoviet, Iglinsky District, Republic of Bashkortostan) یک شهرک در شهرستان ایگلینسکی استان باشقیرستان کشور روسیه است.